# San Gabriele dell’Addolorata (Rom)
San Gabriele dell’Addolorata (deutsch: Sankt Gabriel von der Schmerzhaften Jungfrau) ist eine Titelkirche in Rom. Sie befindet sich an der Via Ponzio Cominio 93–95 im römischen Quartier Don Bosco. Namenspatron ist der Heilige Gabriel von der Schmerzhaften Jungfrau, bürgerlich Francesco Possenti, ein Angehöriger der Passionisten.

## Geschichte
Am Anfang der Pfarrgemeinde stand die Segnung einer Hauskapelle in einem Mehrfamilienhaus in der Via Livia Drusilla 79 durch Ugo Poletti am 27. März 1970; die Hauskapelle war dem Heiligen St. Gabriel gewidmet. Am 1. November 1981 wurde durch Kardinal Poletti offiziell die Pfarre St. Gabriel gegründet.
Am 28. Februar 2010 wurde die Kirche nach einem Entwurf des Architekten Gianni Testa (Giovanni Testa) durch Kardinalvikar Agostino Vallini eingeweiht. Die Grundsteinlegung erfolgte am 6. Mai 2007 durch Kardinalvikar Camillo Ruini und den römischen Bürgermeister Walter Veltroni. Am 14. Februar 2015 folgte die Erhebung zur Titelkirche der römisch-katholischen Kirche durch Papst Franziskus.

## Kirche
Der moderne Kirchenbau ist ein Flachbau mit einer aus einem Quadrat herausgebildeten unregelmäßigen Fünfeck, teils an bestehende höhere Wohnbebauung angrenzend. Diagonal zum Haupteingang findet sich der Hauptaltar. Die Hülle mit teils fensterlosen Außenwänden wurde mit blassen braunen Marmorplatten verkleidet.

### Glocken
Der freistehende Glockenturm hat fünf Glocken:
- die erste Glocke, La Risorta wiegt 200 kg und trägt den Text Resurrexit, Alleluia (dt. Er ist auferstanden, Halleluja). Sie zeigt das Wappen von Papst Benedikt XVI. und ein Bild des auferstandenen Christus.
- die zweite Glocke, La Crocifissa (Der Gekreuzigte) genannt, wiegt 150 kg und ist mit dem Text Consumatum Est (dt. Es ist vollbracht) sowie dem Wappen von Kardinal Camillo Ruini und einem Kruzifix versehen.
- die dritte Glocke, La Sacra Famiglia (Die Heilige Familie) wiegt 110 kg und zeigt die Worte „Sancta Familia, ora pronobis“ sowie ein Bild der Familie von Nazareth.
- die vierte Glocke, L’Addolorata wiegt 85 kg und trägt die Inschrift Mater Addolorata, ora pro nobis (dt. Schmerzensreiche Mutter, bitte für uns), das Emblem des Bischofs Ernesto Mandara sowie das Symbol der Schmerzensmutter.
- die fünfte Glocke, La Gabriellina wiegt 50 kg, die Inschrift lautet Sancto Gabriel, ora pro nobis (dt. Heiliger Gabriel, bitte für uns). Sie zeigt das Wappen des ersten Gemeindepfarrers Fabio Paglioni und ein Bild des Heiligen Gabriel.

### Reliquien
Unter dem Hauptaltar sind sechs Reliquien der folgenden Heiligen eingebracht:
- Gabriel von der Schmerzhaften Jungfrau, Namenspatron der Kirche
- Paul vom Kreuz, dem Gründer der Passionisten
- Johannes Bosco
- Jean-Marie Vianney (Pfarrer von Ars)
- Franziska von Rom
- Camilla Battista Varano

## Kardinalpriester der Titelkirche
- Júlio Duarte Langa, seit 14. Februar 2015